# روح العالم

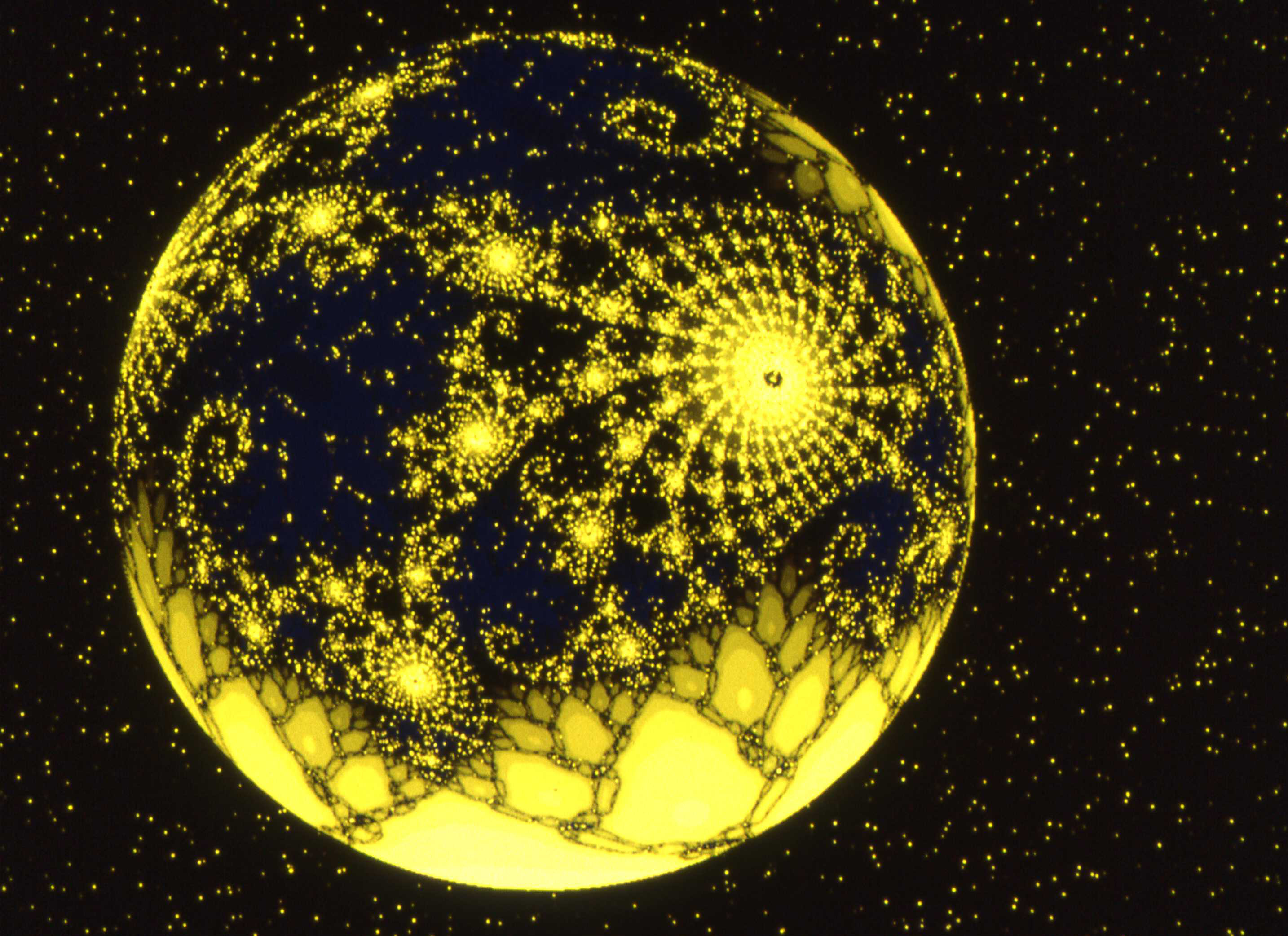

روح العالم (باللاتينية: Anima mundi) حسب عدة مدارس فكرية هي الصلة الجوهرية بين كافة الكائنات الحية على كوكب الأرض، والتي تكون مرتبطة بالعالم بالأسلوب نفسه الذي ترتبط فيه الروح بالجسم البشري. يعود أصل فكرة روح العالم إلى أفلاطون، وكانت مكوّناً أساسياً في مدارس الأفلاطونية المحدثة.
لذلك، يمكننا أن نقول بالتالي: هذا العالم هو في الواقع كائن حي يتمتع بروح وذكاء... كيان حي مرئي واحد يحتوي على جميع الكائنات الحية الأخرى، والتي هي بطبيعتها مرتبطة ببعضها البعض.
يؤمن الرواقيون أن روح العالم هي القوة الحيّة الوحيدة في الكون. ظهرت مفاهيم مشابهة لروح العالم في مدارس الفلسفة الشرقية مثل براهمان-أتمان في الهندوسية، وطبيعة بوذا في ماهايانا، وفي مدارس المئة مثل مدرسة ين-يانغ Yin Yang والطاوية والكونفشيوسية الجديدة مثل تشي.
يمكن العثور على تشابهات في المفهوم مع أفكار فلاسفة الهرمسية مثل باراسيلسوس وباروخ سبينوزا وغوتفريد لايبنتس وفريدريش شيلينغ وفي مفهوم الروح عند هيغل.
في التصوف اليهودي، هناك مفهوم مواز هو "Chokhmah Ila'ah"، «الحكمة الفائقة» الشاملة التي تتجاوز كل الخليقة وترتبها وتنشطها. يقول الحاخام نحمان من بريسلوف أن هذه الحكمة السامية قد يتم القبض عليها أو ربما «توجيهها» إلى «الوعي الكوني» وبالتالي فهو مخول لتخفيف كل الانقسام والصراع داخل الخليقة.[بحاجة لمصدر]

## اقرأ أيضاً
- إحيائية
- روحية شاملة
- واحدية (فلسفة)